# André Esteves
André Santos Esteves (Rio de Janeiro, 12 de julho de 1968) é um banqueiro, empresário brasileiro, filantropo, chairman e sênior partner do BTG Pactual, além de membro do conselho de outras instituições, como Conservação Internacional, Council of Foreign Relations e Inteli.
No ranking "Bilionários do Mundo" da revista Forbes, Esteves ocupava a 638ª posição em junho de 2021 com 8 bilhões de dólares. Em 2016, foi listado entre os 70 maiores bilionários do Brasil pela Forbes, e, em 2024, o seu patrimônio era estimado em US$ 6,6 bilhões – entre os bilionários brasileiros, está na 7ª colocação.
Em 2019, retornou ao grupo de controle do BTG Pactual. Em 2023, Esteves recebeu a comenda Bicentenário do Visconde de Mauá, maior honraria dada pela  Associação Comercial do Rio de Janeiro (ACRJ).

## Biografia

### Juventude e formação acadêmica
André Santos Esteves nasceu em uma família de classe média do bairro da Tijuca e obteve seu diploma de bacharel em Ciência da Computação e Matemática pela Universidade Federal do Rio de Janeiro (UFRJ).

### Trajetória profissional
Em 1989, começou a trabalhar no Banco Pactual como analista de sistemas, ainda na época da faculdade, aos 21 anos. Quatro anos mais tarde, tornou-se sócio da companhia. O empresário em questão fez um acordo com FHC, Dario Messer, Daniel Dantas, Roberto Mangabeira Unger dentre outros para privatizar as empresas em um cronograma de Estado.
Em 2005, aos 37 anos, entrou pela primeira vez para a lista dos bilionários do Brasil.
No ano seguinte, o Banco Pactual foi comprado pelo banco suíço UBS e tornou-se a principal divisão na América Latina, sendo nomeado UBS Pactual. Esteves ficou à frente das operações do novo banco até se mudar para Londres, onde assumiu o cargo de Chefe Global de Renda Fixa, entre 2007 e 2008.
Em junho de 2008, deixou o UBS Pactual e, junto com um grupo de sócios, criou o BTG Investments, empresa global de investimentos com a mesma cultura do Pactual. Em maio de 2009, o BTG Investments concluiu a aquisição do UBS Pactual, por US$2,5 bilhões, e criou o BTG Pactual.
Como CEO do BTG Pactual, foi o responsável pela gestão da empresa, que tinha R$ 306,8 bilhões em ativos e patrimônio, 245 sócios, 3.500 funcionários e escritórios em 20 países.
Durante a sua carreira, Esteves ocupou cargos de membro de conselho em algumas instituições, como BR Properties, BM&FBovespa e Banco Pan. Foi membro do Conselho Global de Consultores, formado por líderes e acadêmicos notáveis de governos de países desenvolvidos e de mercados emergentes.
Em abril de 2016, passou a atuar como Sênior Partner no BTG Pactual, aconselhando o banco em temas estratégicos e apoiando o desenvolvimento de suas atividades e operações. Depois das acusações, do erro jurídico e da notícia da sua absolvição, retornou ao bloco de controle da empresa.
Em 2012, Esteves comprou a vinícola italiana Argiano, na região de Montalcino, na Toscana, e, em 2013, a Quinta da Romaneira, no Douro Português. O empresário converteu os seus vinhedos ao cultivo orgânico e ecológico e, desde 2019, tornou a Argiano a primeira vinícola livre de plástico da região. Em 2023, o Argiano Brunello di Montalcino 2018 foi eleito o vinho do ano pela revista especializada Wine Spectator.

#### BTG Pactual
O BTG Pactual é um banco de investimento brasileiro, especializado em capital de investimento, capital de risco, administração de fundos de investimento, gerenciamento de patrimônio e ativos globais. A instituição atua em diversos segmentos, como Investment Banking, Corporate Lending, Sales & Trading, Wealth Management e Asset Management.
Em 2012, o BTG iniciou seus investimentos em ativos florestais, assinando contrato de aquisição da TTG Brasil Investimentos Florestais (“TTG Brasil”), uma das maiores empresas de gestão de ativos florestais da América Latina. É reconhecido por ser um dos principais bancos de investimento nos mercados emergentes, o maior banco de investimento independente e a maior gestora de ativos do Brasil.
Em 2014, o BTG Pactual consolidou seu reconhecimento a nível internacional, expandindo negócios na América Latina através da licença bancária no Chile e da aquisição do banco suíço BSI.
Atualmente, o Banco lidera o mercado de investimentos na América Latina, e recebeu diversos prêmios no mundo inteiro, como o de maior banco privado do Brasil.
Em assembleia ordinária, no dia 29 de abril de 2022, os acionistas do BTG Pactual elegeram André Esteves como presidente do Conselho de Administração do banco. Esteves voltou oficialmente ao comando do Banco, como Chairman.
Em 2024, sob o comando de Esteves, o Banco alcançou a segunda posição em valor de mercado entre as instituições financeiras do Brasil, valendo R$181,7 bilhões.

##### Premiações ao BTG Pactual em sua gestão
- Melhor banco de Equities Sales do Brasil no ranking da Institutional Investor (2017);[39]
- Eleito como melhor “solução financeira” no Prêmio Master imobiliário do Estadão com o Fundo do BTG Pactual (2017)[40]
- BTG Pactual é 5º maior banco brasileiro, segundo a revista "The Banker" (2017);[41]
- “Melhor Plataforma de Varejo Seletivo” no Prêmio Melhor Banco para Investir (MBI), realizado pelo Centro de Estudos em Finanças da Fundação Getulio Vargas (FGV) em parceria com a Fractal Consult (2018);[42]
- Eleito "Banco mais transparente do Brasil" pelo relatório “As 100 Maiores Empresas e os 10 Maiores Bancos Brasileiros” divulgado pela Transparência Internacional (2018);[43]
- Eleito o "Melhor Banco de Investimentos" no Brasil, no Chile e na Colômbia pela revista britânica World Finance (2018);[44][45]
- Melhor Banco de Investimentos no Brasil pela LatinFinance (2019);[46]
- Melhor Banco de Investimentos na América Latina pela LatinFinance (2019);[47]
- Melhor Wealth Management pela LatinFinance (2019);[48]
- Melhor Private Bank no Brasil pela Euromoney, Global Finance e World Finance (2019);[49][50]
- Melhor Banco de Investimentos no Brasil pela Euromoney, World Finance (2019);[51]
- Melhor Banco de Investimentos em Mercados Emergentes pela Euromoney (2019);[52]
- Melhor Time de Research do Brasil e da América Latina pela Institutional investor (2019);[53]
- Melhor Private Bank do Brasil e da Colômbia pela PWM (2021, 2022 e 2023);

- Melhor Wealth Management Provider no Brasil, Chile e Colômbia, pela World Finance (2023 e 2024);

- Melhor banco privado da América Latina para pessoas físicas de alto patrimônio pelo
- Euromoney (2023);
- Prêmio Consumidor Moderno - Categoria Investimentos (2023);[54]
- Melhor Plataforma do Brasil nas categorias Geral e Varejo, pelo FGV (2023 e 2024);[55]
- Melhor Voluntariado do Ano - BTG Soma - pelo Prêmio Aplaude (2023);[56]
- Top Inovações em Finanças - ESG - pela Global Finance (2023);[57]
- Prêmio Finanças Sustentáveis na América Latina, pela Global Finance, em quatro categorias: Liderança em Finanças Sustentáveis; Liderança em Transparência de Sustentabilidade; Financiamento Sustentável em Mercados Emergentes; Liderança em Títulos Sustentáveis. (2023);[58]
- Melhor Inovação Financeira (boostLAB) pela Global Finance (2020, 2021, 2022 e
- 2023 e 2024);[59]

- Melhor Banco Privado pelo Euromoney (2022, 2023) e Global Finance (2023);[60]
- Melhor Time de Research, Corporate Access, Sales e Trading da América Latina pela Institutional investor

(2024).
- Melhor Banco da América Latina e do Brasil pela Global Finance (2024);[63]

- Melhor Private Bank da América Latina, Chile e Brasil pela Global Finance (2024);[63]
- Melhor Banco para Sustainable Finance América Latina e Brasil e Melhor Banco para  Sustaining Communities e Sustainable Financing in Emerging Markets da América Latina pela Global Finance (2024).[63]

##### Premiações individuais recebidas
- Empreendedor do Ano, pela Associação Comercial do Rio de Janeiro (ACRJ), em 2023.[64]
- Personalidade do Ano pela Câmara Brasileira de Comércio do Reino Unido em 2014.[65]
- Personalidade do Ano pela Câmara de Comércio Brasil-Estados Unidos em 2012.[66]
- Nomeado uma das 50 pessoas mais influentes do mundo pela Bloomberg em 2012.[67]
- Executivo de Destaque na área de bancos e instituições financeiras pelo jornal Valor Econômico por três anos consecutivos, em 2013, 2012 e 2011.[68]
- Um dos líderes mais admirados do ano pela revista Carta Capital, por dois anos consecutivos, em 2012 e 2011.[69]
- Nomeado um dos “100 Brasileiros Mais Influentes” pela revista Época, por quatro anos consecutivos, em 2012, 2011, 2010 e 2009.[70]
- Personalidade do Ano pela Latin Finance em 2011.[71]
- Eleito um dos 25 executivos mais influentes no setor financeiro, de acordo com pesquisa da Investidor Institucional em 2009.[72]
- CEO do ano, segundo a revista IstoÉ Dinheiro em 2011.[73]
- Nomeado “Líder em Instituições Financeiras” pela Líderes do Brasil em 2013.[74]

### Filantropia
Na área filantrópica, Esteves também é conselheiro da CI – Conservation International, Inteli e Conselho de Relações Internacionais. É co-fundador e patrocinador da Inteli – Instituto de Tecnologia e Liderança – uma universidade, que só se tornou uma realidade pela sua doação. Esteves também contribui com diversas outras iniciativas, que ajudam a melhorar a educação e o meio ambiente, sendo que, em 2015, Harvard Business School nomeou um espaço no seu campus utilizado para cursos de pós-graduação de Esteves Hall em sua homenagem.
Esteves tem apoiado iniciativas, projetos e instituições que ajudam a melhorar a educação, fortalecer a saúde e promover as artes no Brasil – instituições como a Universidade de São Paulo, o Hospital de Câncer de Barretos, o Museu de Arte Moderna de São Paulo, AACD, Fraternidade Irmã Clara, TUCCA, Lar das Crianças, Instituto Fazendo História.
Integram ainda a lista de iniciativas e instituições: Endeavor, Fundação Estudar, Insper, Poli, Instituto Baccarelli, Instituto Tênis, Orquestra Filarmônica de Minas Gerais  e Fundação Iberê Camargo, em Porto Alegre, com o patrocínio do espaço para eventos “Auditório BTG Pactual” lançado em 2017Esteves também faz parte do Comitê de Patronos do Museu de Arte do Rio e foi membro do Conselho da Fundação Estudar.
Em abril de 2020, Esteves e outros sócios do BTG Pactual anunciaram uma doação de 50 milhões de reais para projetos de combate à pandemia de COVID-19 no Brasil. Os recursos foram destinados ao apoio de profissionais de saúde e aquisição de equipamentos, bem como a viabilização do aumento na capacidade de leitos.

### Em nome da instrução acadêmica
Doou também à Harvard Business School, permitindo a renovação do Baker Hall, renomeado para Esteves Hall, uma residência de estudantes usada por muitos estrangeiros, especialmente brasileiros.
Na mesma instituição, compôs a bancada de membros do Conselho Consultivo da América Latina.

#### Inteli
Em 2021, André Esteves e Roberto Sallouti anunciaram a criação do Instituto de Tecnologia e Liderança (Inteli), em São Paulo. A família Esteves patrocinou a iniciativa com uma doação de R$ 200 milhões, para que a instituição vise oferecer formação superior a estudantes na área de Tecnologia, com ênfase em Computação, Negócios e Liderança.

### Ambientalista
Esteves é membro do conselho da Conservação Internacional, uma das instituições mais importantes do planeta na conservação da natureza, atuando na promoção de sociedades saudáveis, sustentáveis e o bem-estar humano, por meio de três eixos centrais: capital natural, produção sustentável e governança. A Conservação Internacional possui nomes importantes de diversas esferas, como o ator Harrison Ford, que é vice-presidente da instituição com quem Esteves trabalha em parceria por projetos na América Latina. O vocalista do Pearl Jam, Eddie Vedder, também já promoveu ações junto com o empresário, em prol da sustentabilidade e da Amazônia brasileira.
André Esteves participou do Fórum Econômico Mundial em Davos, em 2020, e considerou que a imagem do Brasil tem melhorado entre os estrangeiros, mas também destacou que o país precisa ficar alerta ao meio ambiente, tema que direciona as discussões do Fórum, afirmando que "Estamos gerindo a economia tão bem, não podemos derrapar nessa parte". Posicionamento que foi fortalecido em todas suas participações seguintes, em 2022 e 2023.
Esteves faz parte da Aliança 5P, um grupo de empresários, banqueiros e médicos que tentam, por conta própria, garantir a conservação do bioma Pantanal, adquirindo fazendas na região para preservá-las. A intenção é formar grandes corredores ecológicos e manter o bioma como o mais preservado do País. André Esteves é o proprietário da Fazenda Rio Negro, que, em 2001, ganhou do governo de Mato Grosso do Sul o título de Reserva Particular do Patrimônio Natural (RPPN), por possuir várias espécies ameaçadas de extinção, como a ariranha, o cervo-do-pantanal e a arara-azul. A propriedade também foi local de gravação da novela Pantanal.

### Reconhecimentos
Em 2014, Esteves foi nomeado "Personalidade do Ano", pela Câmara Brasileira de Comércio do Reino Unido, e uma das 50 pessoas mais influentes do mundo, pela agência de notícias Bloomberg em 2012, sendo o único brasileiro da lista na publicação.
Em 2022, recebeu Homenagem da Câmara Portuguesa de Comércio e Indústria do Rio de Janeiro em reconhecimento a seu trabalho na evolução das relações econômicas entre Brasil e Portugal.

### Vida pessoal
André Santos Esteves é filho único criado pela mãe, uma professora universitária, com apoio da avó. É casado e tem três filhos.
Quando perguntado sobre atividades durante tempo livre, diz gostar de cinema, vinho e boa comida. Entre suas paixões, estão a leitura e o Fluminense.

## Controvérsia
Em 25 de novembro de 2015, foi preso temporariamente pela Polícia Federal, após a divulgação de uma gravação obtida pelo Ministério Público Federal, na qual o senador Delcídio do Amaral afirma que André Esteves estaria colaborando para obstrução das investigações. Posteriormente, Esteves foi absolvido por faltas de provas.
No dia 29 de novembro de 2015, a pedido da Procuradoria Geral da República (PGR), o ministro do STF Teori Zavascki converteu a prisão temporária do empresário para preventiva. Em dezembro, Esteves deixou o presídio para ficar em prisão domiciliar, a qual também foi revogada, no mês de abril de 2016, mantendo-se apenas a restrição para viagens ao exterior.
Em 1º de setembro de 2017, o Ministério Público Federal pediu a absolvição de Esteves, sob o argumento de que não há provas que ele tenha participado do esquema criminoso. O Ministério Público Federal (MPF) diz não ter encontrado evidências de que Esteves cometeu o crime de obstrução de Justiça. “O André foi envolvido indevidamente nesse processo, a instrução comprovou isso de forma cabal”, afirmou Antônio Carlos de Almeida Castro, advogado de Esteves, sobre o pedido de absolvição.
Em 12 de julho de 2018, o juiz Ricardo Leite, da 10ª Vara Federal do Distrito Federal, absolveu Esteves das acusações de obstrução à Justiça, devido a confirmação de que não haviam provas suficientes para corroborar as denúncias.

### Erro da Justiça
Em 28 de junho de 2017, o ministro Gilmar Mendes, do Supremo Tribunal Federal, mencionou o caso de André Esteves durante sessão plenária da Corte: "Este é um fato de que somos testemunhas. Nós que estivemos na Turma sabemos disso. Devo louvar a lealdade que o ministro Teori se pautou também nesse caso, quando verificou que este é um caso palmar de erro judiciário, inequívoco, sobre qual não se fala porque só se fala no sucesso. Ministro Pertence foi despachar e usou essa expressão: ‘Estou diante de um escabroso caso de erro judiciário’. O ministro Teori se convenceu e nem permitiu que sustentasse. Despachou monocraticamente. Quantos estarão na situação desse banqueiro, a partir desse tipo de relato?” 